# Храм-часовня Святого Владимира (Липецк)
Храм-часовня святого равноапостольного Князя Владимира — православный храм в городе Липецке (при УВД по Липецкой области).

## История

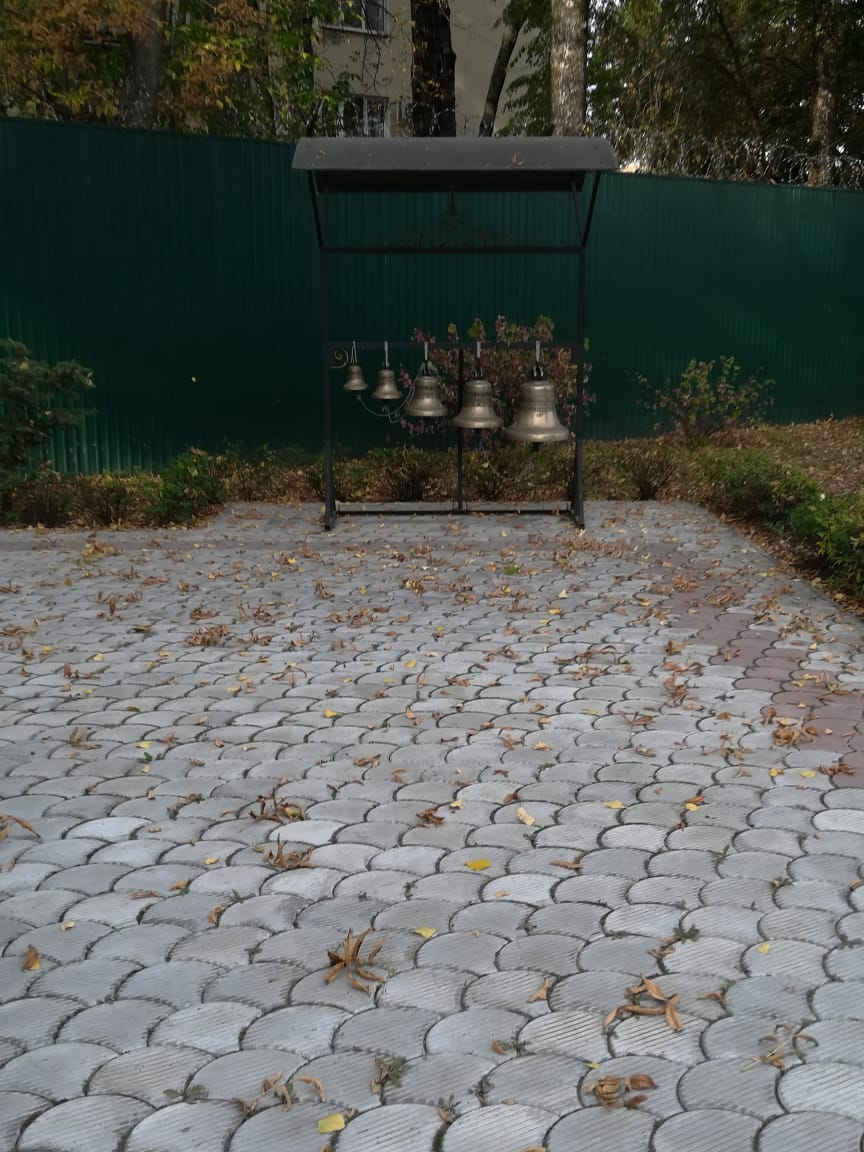
Звонница

Торжественное открытие храма-часовни в память погибших при исполнении служебного долга сотрудников правоохранительных органов Липецкой области состоялось 14 января 2013 года. Чин его освящения возглавил архиепископ Липецкий и Елецкий Никон.
Закладной крест на месте строительства будущего храма был освящен ещё весной 2006 года. Строительство часовни началось летом 2012 года рядом со зданием областного Управления внутренних дел. Рядом с часовней установлена малая звонница на пять колоколов.
В новом липецком храме совершаются богослужения по субботам в утренние часы. Так как церковь находится при управлении УВД по Липецкой области, проход к ней осуществляется через контрольно-пропускной пункт.